# Эрнст, Пауль

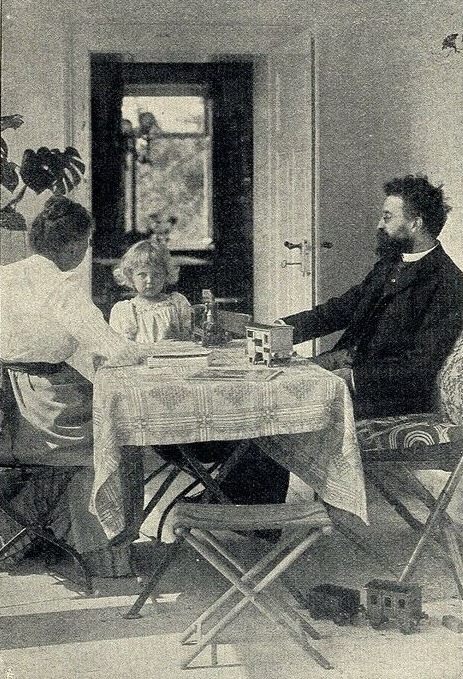
П. Эрнст с семьёй. 1904 г.

Пауль Карл Фридрих Эрнст (нем. Paul Ernst; 7 марта 1866, Эльбингероде, Королевство Ганновер — 13 мая 1933, Санкт-Георген-ан-дер-Штифинг, Штирия, Австрия) — немецкий писатель
, драматург , литературный критик и журналист, доктор наук, политик. Член Прусской академии художеств (с 1933).

## Биография
Из рабочих. Окончив школу, изучал теологию и философию в университетах Гёттингена и Тюбингена, затем продолжил образование в Берлинском университете, где изучал историю и литературу.
В 1892 году получил учёную степень; стал членом Берлинского союза литераторов. Член Социал-демократической партии Германии, в 1896 году вышел из партии. Фридрих Энгельс охарактеризовал его как поверхностного и жалеющего себя оппортуниста. Крах марксизма П. Эрнст видел в отсутствии международной классовой борьбы, как в период до и во время Первой мировой войны, так и в процессе воспроизводства капитала.
В 1905 году — заведующий литературной частью в Дюссельдорфском доме актёра.
Автор драмы «Прусский дух» (1915), исторического романа «Книга императоров» (1928), многочисленных рассказов, новелл, эссе и др. Его ранние работы можно отнести к натурализму, а более поздние сочинения, особенно созданные в 1920-х годах, являются частью неоклассического периода, одним из основных представителей которого считается П. Эрнст.
Теоретик неоклассицизма в Германии.

## Награды
- Медаль Гёте за искусство и науку
- Орден Максимилиана «За достижения в науке и искусстве» (Бавария)
- Номинировался на Нобелевскую премию по литературе.

## Избранные сочинения
- Избранные произведения. 21 том. Albert Langen / Georg Müller, München 1928—1942

Романы
- Der schmale Weg zum Glück (1904)
- Grün aus Trümmern (1923)
- Das Glück von Lautenthal (1933)
- Der Schatz im Morgenbrotstal
- Saat auf Hoffnung

Новеллы и рассказы
- Der Tod des Cosimo
- Sechs Geschichten. Insel, Leipzig 1900
- Prinzessin des Ostens. [23] Novellen. Müller, München 1918
- Komödianten- und Spitzbubengeschichten. 1920
- Occultistische Novellen. Müller, München 1922
- Die Hochzeit
- Die selige Insel und andere Erzählungen aus dem Süden
- Der weiße Rosenbusch. Geschichten. Bertelsmann, Gütersloh 1953
- Geschichten von Deutschen Menschen, in Flensburger Ganzschriften, Heft 19, enthaltend: Der Blinde. Der Steiger. Der Meister. Das Largo von Händel. Ein Straßenvorgang. Emil Schmidt Söhne, Flensburg 1954

Драмы
- Lumpenbagasch (1898)
- Im Chambre Séparée (1899)
- Die schnelle Verlobung (1899)
- Wenn die Blätter fallen (1899)
- Demetrios (1905)
- Ariadne auf Naxos. Ein Schauspiel in drei Aufzügen (Weimar 1912)
- Canossa
- Brunhild. Fünf Traktate in Versen
- Childerich
- Chriemhild
- Preußengeist (Uraufführung 27. Januar 1915)

Эссе
- Henrik Ibsen (1904)
- Der Weg zur Form (1906)
- Das deutsche Volk und der Dichter von heute (1932, 1933)
- Ein Credo (1935)

Лирика
- Polymeter (1898)
- Beten und Arbeiten (1932)

Политические публикации
- Die Arbeiterschutzgesetzgebung und ihre internationale Regelung. Berlin 1890
- Der Zusammenbruch des deutschen Idealismus. An die Jugend. Müller, München 1918
- Der Zusammenbruch des Marxismus. Müller, München 1919
- Grundlagen der neuen Gesellschaft. Müller, München 1929